# Lego City Undercover: The Chase Begins
LEGO City: Undercover - The Chase Begins é um jogo de computador da LEGO com o tema LEGO City, desenvolvido para as plataformas Nintendo 3DS e Wii U, e lançado em 21 de abril de 2013.
O jogo foi mencionado pela primeira vez durante o evento "The Brick 2009".

## Enredo
O jogo conta a historia de um ex-policial de LEGO City que volta dois anos depois a pedido da prefeita da cidade para acabar com a onda de crimes que vem acontecendo em LEGO City e para pegar seu maior inimigo, Rex Fury, além de  proteger sua amada Natalia Kowalski .
O jogo para a plataforma Nintendo 3ds conta a historia do começo da carreira de Chase McCain como policial e enfrentando Rex Fury pela primeira vez. 